# Ayuntamiento de Portland (Maine)
El Ayuntamiento de Portland es el centro del gobierno de la ciudad de Portland, situada al sur del estado de Maine (Estados Unidos). Está ubicado en 389 Congress Street, y está ubicado en una elevación prominente, anclando un grupo de edificios cívicos en el extremo este del centro de Portland. La estructura fue construida entre 1909 y 1912 y fue incluido en el Registro Nacional de Lugares Históricos en 1973.

## Arquitectura
El Ayuntamiento de Portland ocupa gran parte de una manzana entera, delimitada por las calles Congress, Myrtle y Chestnut y Cumberland Avenue. Su porción principal original es una estructura de granito en forma de U, la U abierta a Congress Street. Un ell moderno se extiende a lo largo de Myrtle Street, detrás del tramo derecho de la U. La parte central tiene tres pisos de altura, con buhardillas en el techo con una balaustrada baja. Una torre de 61 m de altura se eleva desde el centro de esta sección. Las ventanas de la planta baja están ubicadas en aberturas redondeadas, una característica que continúa alrededor de las alas. Hay tres entradas, a las que se accede a través de un amplio conjunto de escaleras; el central está coronado por el sello de la ciudad. Las alas tienen dos pisos de altura, con columnatas de columnas toscanas que se proyectan hacia el interior de la U. Las alas están cubiertas por techos a cuatro aguas, con una cornisa entre corchetes que se extiende alrededor.
El interior del edificio alberga las oficinas de la ciudad. La adición en Myrtle Street también incluye Merrill Auditorium, un lugar de actuación de 1.908 asientos. El órgano que alberga, el Kotzschmar Memorial Organ, era el segundo más grande del mundo en el momento de su construcción en 1912.
El primer ayuntamiento se construyó por primera vez en este sitio en 1862 para reemplazar el ayuntamiento de 1825 en Market Square. Fue destruido en el Gran Incendio de 1866. Reconstruido con un diseño de Francis H. Fassett, su reemplazo se quemó en 1908. Este ayuntamiento fue diseñado por la firma Carrère & Hastings de Nueva York, con la asistencia local proporcionada por John Calvin Stevens y John Howard Stevens. Se inspiró en el Ayuntamiento de Nueva York y John M. Carrère lo consideró una de sus mejores obras.

## Galería

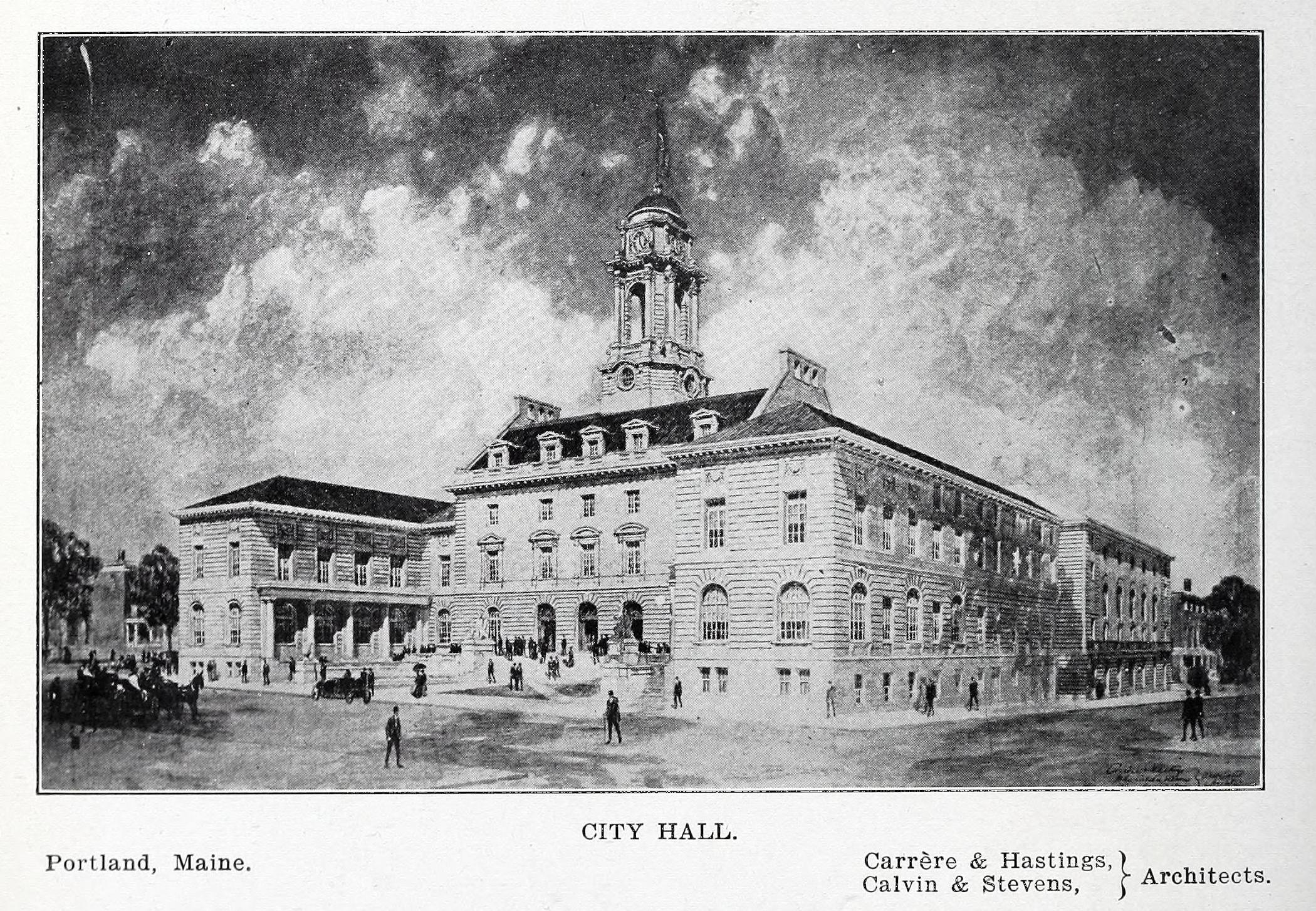
Aspecto hacia 1910
Edificio central en 2016
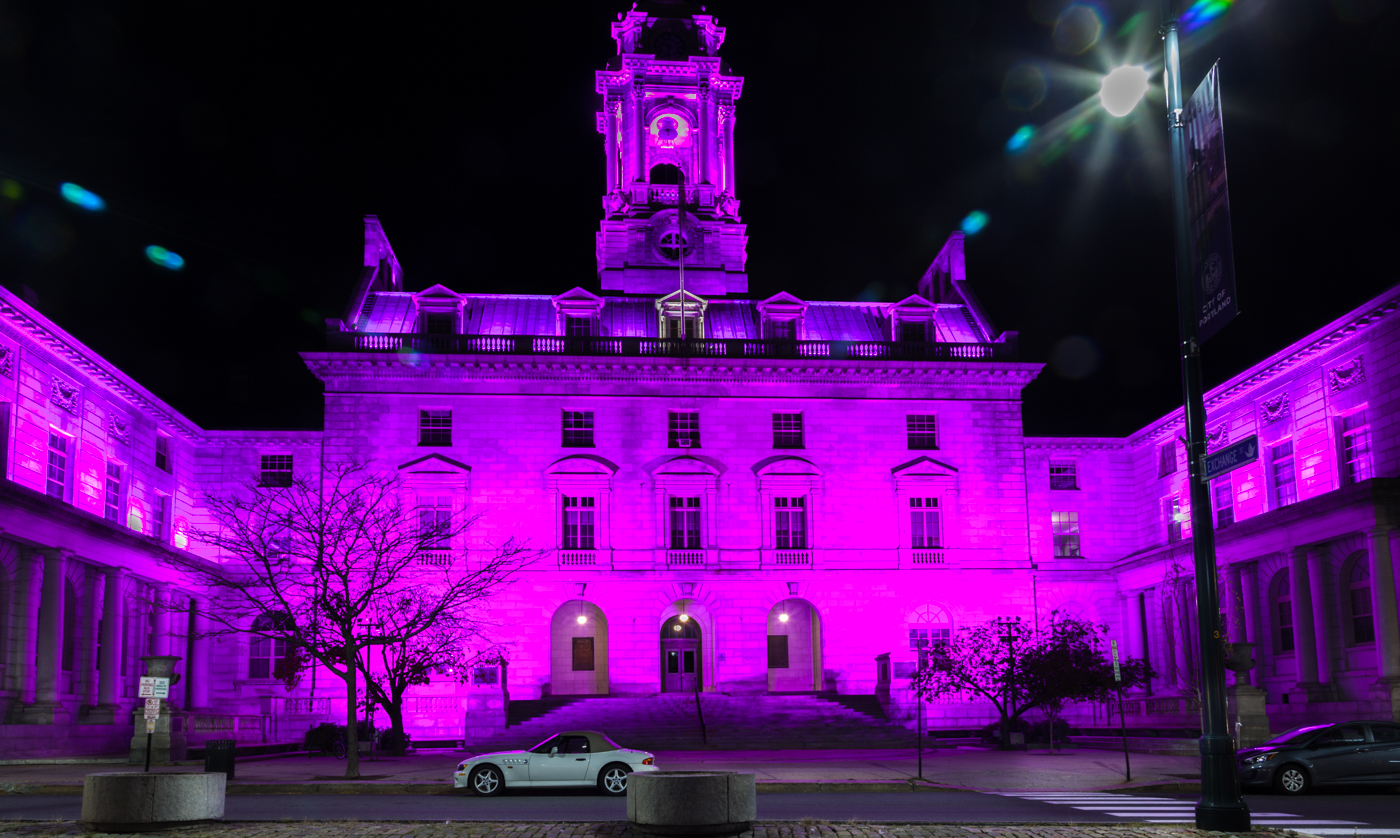
Iluminación nocturna en 2018.